# USS William C. Lawe (DD-763)
USS William C. Lawe (DD-763) là một tàu khu trục lớp Gearing được Hải quân Hoa Kỳ chế tạo vào giai đoạn cuối Chiến tranh Thế giới thứ hai. Nó là chiếc tàu chiến thứ ba của Hải quân Mỹ được đặt cái tên này, nhưng là chiếc duy nhất được chế tạo, vốn được đặt theo tên hạ sĩ quan William C. Lawe (1910–1942), một xạ thủ súng máy thuộc Phi đội Ném ngư lôi 8 (VT-8) phục vụ trên tàu sân bay Hornet (CV-8) vốn đã tử trận trong trận Midway và được truy tặng Huân chương Chữ thập bay Dũng cảm. Hoàn tất khi chiến tranh đã kết thúc, con tàu tiếp tục phục vụ trong giai đoạn Chiến tranh Lạnh và Chiến tranh Việt Nam cho đến khi xuất biên chế và rút đăng bạ năm 1983, rồi bị đánh chìm như một mục tiêu năm 1999. William C. Lawe được tặng thưởng hai Ngôi sao Chiến trận do thành tích phục vụ trong Chiến tranh Việt Nam.

## Thiết kế và chế tạo
William C. Lawe được đặt lườn tại xưởng tàu của hãng Bethlehem Steel, ở San Francisco, California vào ngày 12 tháng 3 năm 1944. Nó được hạ thủy vào ngày 21 tháng 5 năm 1945; được đỡ đầu bởi bà Nancy Lee Lawe, vợ góa hạ sĩ quan Lawe, và nhập biên chế vào ngày 18 tháng 12 năm 1946 dưới quyền chỉ huy của Hạm trưởng, Trung tá Hải quân George R. Lee.

## Lịch sử hoạt động

### 1947 - 1949
Sau khi nhập biên chế, William C. Lawe đòi hỏi một thời gian trang bị kéo dài do những hỏng hóc của bộ hộp số giảm tốc bên mạn phải. Vào ngày 29 tháng 1, 1947, nó quay trở lại xưởng tàu của hãng Bethlehem Steel Co. để sửa chữa, rồi đi đến San Diego, California vào ngày 28 tháng 3 để chạy thử máy. Nó tiếp tục hoạt động thực hành huấn luyện tại khu vực San Diego và San Francisco cho đến ngày 9 tháng 10, khi nó lên đường đi Trân Châu Cảng, Hawaii và ở lại cảng này trong ba tháng. Chiếc tàu khu trục khởi hành vào ngày 16 tháng 1, 1948 cùng với ba tàu khu trục khác để tháp tùng cho tàu sân bay Valley Forge (CV-45) cho một chuyến đi vòng quanh thế giới để huấn luyện và viếng thăm thiện chí.
Hải đội đã viếng thăm Sydney, Australia, Hong Kong và Thanh Đảo, Trung Quốc. Sau đó Valley Forge cùng William C. Lawe và tàu khu trục chị em Lloyd Thomas (DD-764) tiếp tục hành trình, ghé qua Singapore, Ceylon và Saudi Arabia, băng qua kênh đào Suez và eo biển Gibraltar rồi hướng lên phía Bắc để viếng thăm Bergen, Na Uy và Southampton, Anh. Hải đội rời Anh Quốc vào ngày 13 tháng 3, trải qua năm ngày tại New York và về đến San Diego vào ngày 12 tháng 6, 1948 sau hành trình kéo dài năm tháng và trải qua 46.000 hải lý (85.000 km).
Trong một năm rưỡi tiếp theo sau, William C. Lawe tiến hành những hoạt động tại chỗ tại khu vực San Diego, xen kẻ với những đợt bảo trì và đại tu tại San Francisco. Vào tháng 10, 1949, nó được điều động sang cùng Hạm đội Đại Tây Dương, và đã lên đường vào ngày 5 tháng 10 để đi sang cảng nhà mới tại Newport, Rhode Island ngang qua kênh đào Panama. Ngay sau đó, nó rời Newport để tham gia hoạt động của một lực lượng đặc nhiệm tại vùng biển Bắc Cực, quay trở về Newport vào ngày 21 tháng 11, và ở lại cảng nhà cho đến hết năm đó.

### 1950 - 1959
Vào tháng 1, 1950, William C. Lawe hoạt động cùng tàu sân bay hạng nhẹ Wright (CVL-49) trong những cuộc tập trận chống tàu ngầm ngoài khơi Bermuda; và trong những tháng tiếp theo đã tham gia cuộc Tập trận "Portrex" ngoài khơi Puerto Rico và đảo Vieques trong vùng biển Caribe. Tuy nhiên cuộc tập trận này bị cắt ngắn khi chiếc tàu khu trục được lệnh đi đến Norfolk, Virginia, nơi nó hộ tống cho Tổng thống Harry S. Truman đi đến Key West, Florida trên chiếc du thuyền USS Williamsburg của ông, đến nơi vào ngày 16 tháng 3. Nó quay trở về Newport vào ngày 6 tháng 4, tiếp tục các hoạt động tại chỗ. Sang tháng 5, nó viếng thăm Savannah, Georgia nhân Ngày Lực lượng Vũ trang; và đến tháng 8, nó đi lên phía Bắc đến Rockland, Maine để tham gia Lễ hội Tôm hùm Maine. Trong thời gian còn lại của năm, nó hoạt động từ Newport và có những chuyến đi đến Norfolk.
William C. Lawe khởi hành vào ngày 8 tháng 1, 1951 để đi sang Địa Trung Hải cho một lượt phục vụ cùng Đệ Lục hạm đội. Trong những tháng tiếp theo nó đã viếng thăm các cảng Pháp, Ý, Hy Lạp và Thổ Nhĩ Kỳ trước khi quay trở về đến Hoa Kỳ vào ngày 16 tháng 5. Nó trải qua mùa Hè được đại tu tại Xưởng hải quân Boston, tiếp nối bởi một lượt huấn luyện ôn tập tại khu vực vịnh Guantánamo, Cuba, và sau khi quay trở về Newport vào ngày 23 tháng 10, nó tiến hành những hoạt động tại chỗ và trải qua kỳ nghỉ lễ Giáng Sinh và năm mới tại Boston.
Vào đầu năm 1952, William C. Lawe tiến hành những hoạt động thực hành trong mùa Đông tại vùng biển Bắc Đại Tây Dương. Lượt thực tập bị ngắt quãng bởi một chuyến viếng thăm Halifax, Nova Scotia vào ngày 6 tháng 2. Sang mùa Xuân, nó thực hành chống tàu ngầm trong nhiều tuần lễ tại vùng biển Caribe, và đến ngày 3 tháng 6, nó cùng tàu khu trục Power (DD-839) hộ tống cho tàu sân bay Oriskany (CVA-34) cho chuyến đi vòng qua mũi Horn sang Thái Bình Dương, đi dọc suốt bờ biển phía Tây Nam Mỹ. Tại Panama, chiếc tàu sân di chuyển độc lập trong khi hai chiếc tàu khu trục băng qua kênh đào Panama và về đến Newport vào ngày 22 tháng 7.
Vào ngày 26 tháng 8, William C. Lawe tham gia cuộc Tập trận "Mainbrace" của các nước thành viên Khối NATO, được tổ chức tại vùng biển ngoài khơi Na Uy và Đan Mạch, chuyến đi cũng đồng thời đưa con tàu viếng thăm các cảng Scotland, Đức và Anh. Hoàn tất đợt tập trận, nó còn trải qua hai tuần lễ hoạt động cùng các đơn vị thuộc Trường Chống tàu ngầm Phối hợp của Hải quân Hoàng gia Anh tại Derry, Bắc Ireland trước khi quay trở về cảng nhà vào ngày 3 tháng 11.
William C. Lawe ở lại Newport cho đến ngày 9 tháng 2, 1953, khi nó cùng tàu sân bay hộ tống Salerno Bay (CVE-110) và năm tàu khu trục khác đi xuống phía Nam thực hành tìm-diệt chống tàu ngầm tại vùng biển Caribe. Lượt thực tập này xen kẻ với những chuyến viếng thăm các cảng Trinidad, Puerto Rico, quần đảo Virgin, Barbados và Cộng hòa Dominica. Trong suốt mùa Xuân, nó tiếp tục các đợt thực tập chống tàu ngầm dọc theo vùng bờ Đông, ngoại trừ một dịp viếng thăm Beaumont, Texas nhân Ngày Lực lượng Vũ trang. Nó đi đến Xưởng hải quân Boston vào tháng 6 để được đại tu trong ba tháng, tiếp nối bởi một lượt huấn luyện ôn tập tại khu vực vịnh Guantánamo, Cuba, rồi quay trở về Newport vào đầu tháng 12 để hưởng kỳ nghỉ lễ Giáng Sinh và năm mới tại cảng nhà.
Từ tháng 1 đến tháng 3, 1954, William C. Lawe thực hành tìm-diệt chống tàu ngầm suốt khu vực từ Newport cho đến vùng biển Caribe cùng tàu sân bay hộ tống Mindoro (CVE-120). Vào tháng 5, nó khởi hành cho một chuyến đi khác sang Địa Trung Hải, nơi nó viếng thăm các cảng Ý, Tây Ban Nha và Pháp cũng như tập trận đổ bộ cùng các đơn vị hải quân Hy Lạp và Thổ Nhĩ Kỳ. Con tàu tham gia cuộc Tập trận "Lantflex" trong tháng 11 trước khi trải qua kỳ nghỉ lễ tại Newport.
Vào đầu năm 1955, William C. Lawe tham gia một đợt thực hành tìm-diệt chống tàu ngầm khác cùng với tàu sân bay Valley Forge (CV-45) tại vùng biển Caribe. Sau khi viếng thăm Puerto Rico và Jamaica, nó quay trở về Newport, Rhode Island vào đầu tháng 4, rồi sau đó thực hiện hai chuyến đi thực tập cho học viên sĩ quan trước khi đi đến Boston vào tháng 8 để đại tu. Nó quay trở về Newport, Rhode Island vào tháng 11, và tiếp tục hoạt động tại chỗ. Sang đầu năm 1956, con tàu huấn luyện ôn tập tại khu vực vịnh Guantánamo, Cuba, rồi viếng thăm New Orleans, Louisiana nhân dịp lễ hội Mardi Gras. Con tàu đã huấn luyện phòng không dọc theo vùng bờ Đông trong tháng 3 và tháng 4.
William C. Lawe khởi hành vào ngày 1 tháng 5, 1956 để đi sang Địa Trung Hải, ở lại khu vực này trong một tháng và đã viếng thăm các cảng Hy Lạp, Liban và Thổ Nhĩ Kỳ. Đến giữa tháng 6, nó đi sang phía Tây và đã ghé qua các cảng Ý, Pháp, Tây Ban Nha, Sardinia và Gibraltar trước khi về đến Newport, Rhode Island vào ngày 25 tháng 8. Con tàu tiếp tục hoạt động thường lệ dọc theo vùng bờ Tây cho đến giữa tháng 12, khi nó đi đến căn cứ New London, Connecticut cho kỳ nghỉ lễ cuối năm. Con tàu quay trở về Newport vào tháng 1, 1957 để bảo trì, rồi đến ngày 28 tháng 1 lại khởi hành cho một chuyến đi khác sang Địa Trung Hải, kéo dài đến năm tháng. Nó đã viếng thăm các cảng Hy Lạp, Sicily Ý và Pháp, rồi quay trở về Hoa Kỳ vào tháng 5. Sang tháng 6, nó thực hiện chuyến đi thực tập cho học viên sĩ quan kéo dài trong tám tuần, và trong thời gian còn lại của năm 1957 nó được đại tu tại Xưởng hải quân Boston.
Trong nữa đầu năm 1958, William C. Lawe hoạt động huấn luyện ôn tập tại khu vực vịnh Guantánamo, Cuba, rồi tham gia một lượt tập trận chống tàu ngầm tại vùng biển Bắc Đại Tây Dương. Đến tháng 7, trong bối cảnh vụ Khủng hoảng kênh đào Suez, nó gia nhập Đệ Nhị hạm đội và tuần tra tại Đại Tây Dương cho đến khu vực quần đảo Azores, trước khi quay trở về Hoa Kỳ vào ngày 8 tháng 8. Con tàu trải qua mùa Hè chuẩn bị cho một lượt phục vụ tiếp theo tại Địa Trung Hải, rồi lên đường vào ngày 2 tháng 9, và đã hoạt động tại khu vực Tây Địa Trung Hải trong bảy tháng tiếp theo. Nó trải qua kỳ nghỉ lễ Giáng Sinh và năm mới 1959 tại Côte d'Azur tại Cannes, Pháp. Quay trở về Hoa Kỳ vào ngày 12 tháng 3, nó cặp bên mạn một tàu tiếp liệu khu trục để bảo trỉ và sửa chữa. Nó được chuyển cảng nhà đến Mayport, Florida vào tháng 6, và tiếp nối những hoạt động thường lệ từ cảng này cho đến hết năm đó.

### 1960 - 1969
Vào năm 1960, William C. Lawe phục vụ như một tàu hộ tống và canh phòng máy bay cho tàu sân bay, như một tàu huấn luyện học viên sĩ quan trong những chuyến đi thực tập mùa Hè hàng năm, và như một tàu huấn luyện cho Trường Sonar Hạm đội. Con tàu cũng phục vụ cho vai trò tìm kiếm và cứu hộ dọc theo tuyến đường bay, khi Tổng thống Dwight D. Eisenhower lên đường đi sang Châu Âu dự Hội nghị Paris giữa các cường quốc Hoa Kỳ, Anh, Pháp và Liên Xô vào ngày 15 tháng 5. Những nỗ lực nhằm cắt giảm chạy đua vũ trang và căng thẳng giữa các cường quốc bị thất bại sau sự kiện máy bay do thám Lockheed U-2 bị bắn rơi trong không phận Liên Xô.
Quay trở về Mayport, Florida vào tháng 9, 1960, William C. Lawe chuẩn bị được thanh tra tình trạng vật chất trước khi được đại tu. Nó khởi hành từ Mayport vào ngày 12 tháng 11 để đi đến Xưởng hải quân Charleston, nơi nó được nâng cấp trong khuôn khổ Chương trình Hồi sinh và Hiện đại hóa Hạm đội (FRAM: Fleet Rehabilitation and Modernization). Con tàu chuyển sang tình trạng dự bị vào ngày 5 tháng 12 và bắt đầu được đại tu. Công việc hoàn tất mười một tháng sau đó, khi nó trở lại biên chế vào ngày 11 tháng 11, 1961 và rời xưởng tàu quay trở lại Mayport, Florida. Nó tiến hành huấn luyện ôn tập tại khu vực vịnh Guantánamo, Cuba từ ngày 4 tháng 12, trước khi nghỉ ngơi trong thời gian còn lại của năm.
Vào ngày 1 tháng 1, 1962, William C. Lawe gia nhập Hải đội Khu trục 16 và tiếp tục đặt căn cứ tại Mayport, Florida. Sang đầu tháng 3, Nó được biệt phái sang hoạt động tại khu vực Địa Trung Hải, nơi nó tham gia nhiều cuộc tập trận trong Khối NATO và của Đệ Lục hạm đội. Chiếc tàu khu trục quay trở về Mayport vào ngày 2 tháng 10, tận hưởng giai đoạn được hoạt động gần cảng nhà sau gần bảy tháng hoạt động trên biển. Tuy nhiên vụ Khủng hoảng tên lửa Cuba xảy ra đã khiến phải huy động con tàu vào ngày 22 tháng 10 để hoạt động phong tỏa Cuba. Nó chỉ quay trở về Mayport vào ngày 6 tháng 12, sau khi vụ khủng hoảng được dàn xếp bằng con đường thương lượng ngoại giao. Con tàu được sửa chữa nhỏ tại xưởng tàu của hãng Rawls Bros., Jacksonville, Florida; nó tiến hành chạy thử máy trên biển, hoàn tất vào tháng 2, 1963.
Trong nhiều tháng tiếp theo, William C. Lawe phục vụ như tàu huấn luyện cho Trường Sonar Hạm đội, và như tàu cứu hộ dọc theo tuyến đường bay của Tổng thống John F. Kennedy trong chuyến đi dự Hội nghị Liên Mỹ năm 1963 tại Puerto Rico. Vào ngày 11 tháng 8, chiếc tàu khu trục lại được biệt phái sang phục vụ cùng Đệ Lục hạm đội tại Địa Trung Hải, và quay trở về Mayport vào ngày 23 tháng 12. Sang đầu năm 1964, nó trải qua một giai đoạn được bảo trì và nghỉ ngơi, rồi đến cuối tháng 2 đã khởi hành đi đến vùng biển Caribe tham gia cuộc tập trận "Springboard". Sau đó nó đi đến Annapolis, Maryland, nơi nó đón lên tàu các học viên sĩ quan thuộc Học viện Hải quân Hoa Kỳ cho một chuyến đi thực tập sang các cảng Bắc Âu. Con tàu quay trở về Mayport, Florida vào ngày 25 tháng 7 cho một giai đoạn được bảo trì và nghỉ ngơi.
Từ ngày 13 đến ngày 24 tháng 9, William C. Lawe hoạt động cùng các tàu chiến của Hải quân Hoàng gia Canada trong cuộc tập trận phối hợp chống tàu ngầm "Canus-Slamex". Sau đó trong tháng 10, nó thực hành tập trận trong thành phần hải đội khu trục trước khi quay trở về Mayport, Florida vào tháng 11 để thanh tra và bảo trì. Con tàu đi đến Charleston, South Carolina vào ngày 1 tháng 12 cho một đợt đại tu kéo dài ba tháng. Công việc trong xưởng tàu hoàn tất vào ngày 1 tháng 4, 1965, và nó tiến hành huấn luyện ôn tập tại khu vực vịnh Guantánamo, Cuba từ ngày 25 tháng 4. Tuy nhiên một cuộc đảo chính của phe cánh Tả xảy ra tại Cộng hòa Dominica, khiến kế hoạch huấn luyện của nó bị phá vỡ; và từ ngày 28 tháng 4 đến ngày 8 tháng 5, chiếc tàu khu trục đã có mặt ngoài khơi quốc gia Trung Mỹ này hỗ trợ cho việc đổ bộ lực lượng can thiệp ngăn ngừa Cộng sản nắm được chính quyền.
William C. Lawe quay trở về Mayport vào ngày 25 tháng 6. Nó được bảo trì trong tháng 7, và sau một đợt thực hành tập trận trong thành phần hải đội khu trục, nó lại lên đường đi sang Cộng hòa Dominica vào ngày 26 tháng 8, nơi nó phục vụ như là soái hạm của Lực lượng Đặc nhiệm 124. Con tàu khởi hành quay trở lại Mayport vào ngày 17 tháng 9, và trải qua hai tuần được tiếp liệu và bảo trì trước khi lên đường đi sang khu vực Địa Trung Hải vào ngày 14 tháng 10. Nó hiện diện tại khu vực Trung Đông vào cuối tháng 11, và mừng lễ Giáng sinh tại Mombasa, Kenya. Nó rời Kenya vào ngày 29 tháng 12 để đi Djibouti, Somaliland thuộc Pháp, và đón năm mới 1966 đang khi ở ngoài khơi Ấn Độ Dương.
William C. Lawe hoạt động tại khu vực Trung Đông cho đến ngày 29 tháng 1, 1966, khi nó gia nhập trở lại Đệ Lục hạm đội; con tàu quay trở về Mayport, Florida vào ngày 9 tháng 3, được nghỉ ngơi và bảo trì. Trong tháng 5 và tháng 6, nó tham gia vào hoạt động thu hồi các tàu không gian Gemini 9 và Gemini 10, rồi trong nhiều tháng tiếp theo đã phục vụ như tàu huấn luyện cho Trường Sonar Hạm đội tại Key West, Florida. Chiếc tàu khu trục đã tham gia cuộc Tập trận Demolex 1-66 ngoài khơi bờ biển North Carolina cũng như các đợt thực hành huấn luyện; nó quay trở về Mayport vào ngày 19 tháng 11 và ở lại cảng cho đến hết năm đó.

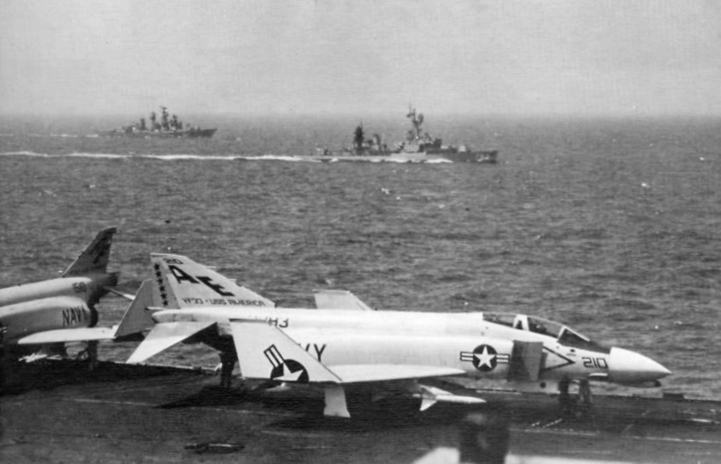
William C. Lawe đang hộ tống cho tàu sân bay khỏi sự theo dõi của một tàu khu trục Liên Xô lớp Kashin, năm 1967.

William C. Lawe tham gia cuộc Tập trận Springboard vào tháng 2, 1967 kéo dài trong ba tuần tại vùng biển Caribe, rồi hoạt động phối hợp cùng Văn phòng Đánh cá Thương mại tại khu vực Virginia Capes. Nó lên đường đi sang khu vực Địa Trung Hải vào ngày 1 tháng 5, và đang khi thực tập thường lệ tại khu vực Villefranche-sur-Mer, con tàu nhận lệnh báo động trong vòng 24 giờ để di chuyển khẩn cấp sang khu vực Đông Địa Trung Hải, sau khi xảy ra cuộc Chiến tranh Sáu Ngày giữa Israel và các nước Ả Rập. Nó đã ở lại khu vực xung đột trong ba tuần lễ, và tiếp tục hoạt động tại Địa Trung Hải cho đến ngày 31 tháng 8, khi nó lên đường quay trở về cảng nhà Mayport. Trong thời gian còn lại của năm 1967, nó phục vụ như tàu huấn luyện cho Trường Sonar Hạm đội tại Key West, cũng như được bảo trì và thanh tra tại cảng nhà.
Từ tháng 1 đến tháng 3, 1968, William C. Lawe thực hành huấn luyện tại vùng biển Caribe, xen kẻ với những lượt bảo trì tại Mayport. Quay trở về cảng nhà vào ngày 28 tháng 3, nó chuẩn bị cho đợt đại tu tiếp theo; và sau một lượt thực tập chống tàu ngầm và một chuyến đi kéo dài hai tuần đến khu vực vịnh Guantánamo, Cuba, con tàu đi đến Xưởng hải quân Charleston, Charleston, South Carolina vào tháng 5 để được đại tu. Hoàn tất công việc trong xưởng tàu và chạy thử máy sau đại tu vào tháng 10, nó quay trở về Mayport, Florida vào ngày 5 tháng 11, trải qua thời gian còn lại của năm 1968 tại cảng nhà Mayport, Florida, và được đặt trong tình trạng biên chế bị cắt giảm cho đến giữa năm 1969.
William C. Lawe rời Mayport vào ngày 7 tháng 7, 1969 để được sửa chữa tại Newport, Rhode Island; nó quay trở lại Mayport vào ngày 19 tháng 7, và bắt đầu chuẩn bị cho đợt huấn luyện ôn tập và thanh tra tại vùng biển Caribe, công việc hoàn tất vào đầu tháng 10. Từ ngày 7 tháng 10 đến ngày 10 tháng 11, nó chuẩn bị cho lượt hoạt động tiếp theo tại khu vực Trung Đông. Sau chặng dừng để tiếp nhiên liệu tại Puerto Rico, nó đi đến Dakar, Senegal vào ngày 22 tháng 11, băng qua mũi Hảo Vọng và đi đến Lourenço Marques, Mozambique vào ngày 11 tháng 12, và trải qua kỳ nghỉ lễ Giáng sinh tại Mombasa, Kenya, rồi đón năm mới 1970 tại Massawa, Ethiopia.

### 1970 - 1983
Tiếp tục lượt hoạt động tại khu vực Trung Đông cho đến ngày 16 tháng 5, 1970, William C. Lawe quay trở về Mayport, Florida và được một  tháng nghỉ ngơi và bảo trì. Nó đi đến Panama City, Florida để thử nghiệm các tên lửa chống tàu ngầm ASROC, rồi tiếp nối bằng một chuyến đi thực tập cho học viên sĩ quan và một lượt bảo trì cho đến ngày 26 tháng 7. Nó thực hành chống tàu ngầm và huấn luyện tại khu vực Virginia Capes trong suốt tháng 8, và đã trinh sát một đội đặc nhiệm hải quân Liên Xô hiện diện tại biển Caribe từ ngày 3 đến ngày 25 tháng 9. Nó quay trở về Mayport vào ngày 26 tháng 9, và ngoại trừ một giai đoạn ngắn phục vụ canh phòng máy bay cho tàu sân bay Franklin D. Roosevelt (CVA-42), nó ở lại cảng nhà cho đến hết thời gian còn lại của năm 1970.
Vào đầu năm 1971, William C. Lawe phục vụ như tàu hỗ trợ cho việc phóng thử nghiệm tên lửa đạn đạo phóng từ tàu ngầm UGM-73 Poseidon phóng từ tàu ngầm Von Steuben (SSBN-632) tại mũi Kennedy. Sau đó là một lượt hoạt động tại vùng biển Caribe kéo dài trong hai tuần trước khi nó quay trở về Mayport vào ngày 25 tháng 2, và hoạt động giới hạn tại Xưởng tàu Jacksonville.
William C. Lawe được phái sang khu vực Trung Đông vào ngày 21 tháng 4, 1971, và trong năm tháng phục vụ nó đã viếng thăm các cảng Porto Grande, Brazil; Cape Verde; Abidjan, Ivory Coast; Luanda, Angola; Mozambique (thành phố), Mozambique; Mombasa, Kenya; Massawa, Ethiopia; Djibouti, Lãnh thổ Afars và Issas thuộc pháp; Karachi, Pakistan; Cochin, Ấn Độ; quần đảo Seychelles và Diego Garcia. Nó ghé qua Recife, Brazil và Port of Spain, Trinidad trong hành trình quay trở về, về đến Mayport, Florida vào ngày 20 tháng 9. Nó dành thời gian còn lại của tháng 9 và gần hết tháng 10 để nghỉ ngơi và bảo trì.
Vào ngày 8 tháng 11, 1971, William C. Lawe lên đường trong thành phần Hải đội Khu trục 16, và tiến hành trinh sát bốn tàu chiến của Hải quân Liên Xô đang viếng thăm Cuba. Nó quay trở về cảng nhà vào ngày 30 tháng 11, và bắt đầu chuẩn bị cho lượt bảo trì tiếp theo tại Xưởng tàu Jackonsville. Từ ngày 13 tháng 12, nó được bảo trì cặp bên mạn tàu tiếp liệu khu trục Yosemite (AD-19), công việc kéo dài cho đến hết năm 1971. Sang đầu năm 1972, con tàu được đại tu tại Xưởng tàu Jacksonville, Jacksonville, Florida, và sau khi hoàn tất vào cuối tháng 3, nó tiến hành huấn luyện ôn tập tại khu vực vịnh Guantánamo, Cuba, rồi thực hiện một cuộc trinh sát tại vùng biển Caribe cho đến đầu tháng 6. Trong mùa Hè nó tiếp tục được bảo trì, tham gia cuộc Tập trận Pinklace của Khối NATO cùng một đợt thực tập cùng đội khu trục phát triển chiến thuật chống tàu ngầm.
William C. Lawe được tin sẽ được phái sang khu vực Đông Nam Á vào đầu tháng 10, trực tiếp tham gia vào cuộc Chiến tranh Việt Nam, và sau một tháng chuẩn bị, nó lên đường hướng sang Tây Thái Bình Dương. Vào ngày 10 tháng 12, con tàu có hoạt động tác chiến lần đầu tiên sau 27 năm phục vụ trong một hoạt động bắn phá các mục tiêu dọc bờ biển Bắc Việt Nam; nó đã phải chịu đựng hỏa lực bắn trả từ các khẩu đội pháo phòng thủ của đối phương. Sau đó nó đảm nhiệm hỗ trợ hỏa lực cho cuộc chiến trên bộ ngoài khơi bờ biển Nam Việt Nam, kéo dài sang đầu năm 1973.
Sau một lượt bảo trì tại căn cứ vịnh Subic, Philippines từ ngày 14 đến ngày 25 tháng 1, 1973, William C. Lawe quay trở lại phục vụ hỗ trợ hải pháo tại vùng chiến sự Việt Nam cho đến ngày 28 tháng 1, khi thỏa thuận ngừng bắn đạt được theo khuôn khổ Hiệp định Paris 1973 bắt đầu có hiệu lực. Con tàu tiếp tục có mặt tại biển Đông, phục vụ hộ tống cho các tàu sân bay Enterprise (CVN-65) và Coral Sea (CVA-43). Nó cũng phục vụ hỗ trợ cho hoạt động trao trả những tù binh chiến tranh Hoa Kỳ, triệt thoái lực lượng trên bộ khỏi Việt Nam cùng các hoạt động khác của Đệ Thất hạm đội.
Rời vịnh Bắc Bộ vào ngày 14 tháng 5, William C. Lawe về đến Trân Châu Cảng, Hawaii vào ngày 28 tháng 5, rồi tiếp tục hành trình hướng đến San Diego, California trước khi băng qua kênh đào Panama; nó về đến Mayport, Florida vào ngày 14 tháng 6. Con tàu chuyển cảng nhà đến New Orleans, Louisiana vào ngày 20 tháng 8, và tiến hành những hoạt động thường lệ từ cảng này cho đến ngày 23 tháng 3, 1974, khi nó lên đường đi Charleston, South Carolina. Nó được bảo trì cho đến ngày 10 tháng 5, rồi trong nhiều tháng tiếp theo tiếp tục hoạt động từ cảng nhà New Orleans, bao gồm các đợt tập trận tại vùng Port Everglades, Florida và khu vực hoạt động Charleston-Jacksonville. Chiếc tàu khu trục được đại tu tại Xưởng tàu Avondale, từ ngày 15 tháng 8, 1974.
William C. Lawe hoàn tất việc chạy thử máy sau đại tu vào ngày 15 tháng 4, 1975, và lên đường đi Charleston, South Carolina vào ngày 14 tháng 5. Nó hoạt động thực hành và tập trận tại chỗ trước khi lên đường đi Freeport, Bahamas vào ngày 16 tháng 6, nơi nó thực hành huấn luyện cho học viên sĩ quan dự bị trong hai tuần. Con tàu được bảo trì tại Charleston trước khi quay trở lại New Orleans vào ngày 17 tháng 8, chuẩn bị cho một chuyến đi khác đến vùng biển Caribe.
Khởi hành vào ngày 29 tháng 8 để đi Roosevelt Roads, Puerto Rico, chặng đầu tiên của một loạt hoạt động thử nghiệm vũ khí và thực hành tác xạ. Con tàu được huấn luyện ôn tập tại khu vực vịnh Guantánamo, Cuba trước khi quay trở về New Orleans vào ngày 7 tháng 10. Nó trải qua một đợt bảo trì tại cảng Pensacola, Florida trong tháng 11, và khi quay trở lại New Orleans trước ngay dịp lễ Tạ ơn, nó chuyển đến xưởng tàu của hãng Avondale Shipyard tại Avondale, Louisiana để sửa chữa cho đến hết năm 1975.
William C. Lawe khởi hành đi Charleston, South Carolina vào ngày 21 tháng 2, 1976, nơi nó thực hành tác xạ tại khu vực hoạt động Jacksonville. Nó tiếp tục lên đường đi Nassau, Bahamas vào ngày 3 tháng 3, viếng thăm cảng nhân dip kỷ niệm Hai trăm năm Hoa Kỳ, và quay trở về New Orleans vào ngày 17 tháng 3. Nó quay trở lại Mayport, Florida hai tháng sau đó để được bảo trì trong bốn tuần trước lượt hoạt động tại vùng biển Caribe. Nó lên đường đi Roosevelt Roads, Puerto Rico vào ngày 12 tháng 6 để thực hành huấn luyện, rồi quay trở lại New Orleans, Louisiana vào ngày 30 tháng 6 ngang qua Mayport, Florida. Trong thời gian còn lại của năm 1976, chiếc tàu khu trục hoạt động tại chỗ, bảo trì và được tiếp liệu; nó cũng hoạt động phối hợp cùng các tàu tuần dương Jeanne d'Arc (R97) và tàu khu trục Forbin (D635) của Hải quân Pháp, và viếng thăm các cảng Corpus Christi và Brownsville, Texas nhân dip kỷ niệm [[Hai trăm năm Hoa Kỳ.
Trong tháng 1 và tháng 2, 1977, William C. Lawe ở lại cảng New Orleans chuẩn bị cho đợt tập trận hạm đội sắp diễn ra. Nó tham gia cuộc Tập trận Cleansweep vào ngày 10 tháng 3, rồi tiếp nối bằng chuyến viếng thăm Nassau, Bahamas cùng một đợt bảo trì tại Pensacola, Florida. Nó lên đường vào ngày 8 tháng 5 để quay trở lại New Orleans, sau một chuyến viếng thăm ngắn đến Gulfport, Mississippi.
Khởi hành đi Charleston, South Carolina vào ngày 17 tháng 6, William C. Lawe được bảo trì cho đến ngày 21 tháng 9, khi nó lên đường quay trở về cảng nhà. Ngoại trừ một giai đoạn hoạt động trong ba ngày cùng một tàu khu trục và một tàu frigate Pháp trong vịnh Mexico, nó dành ra tháng 10 để chuẩn bị cho cuộc tập trận hạm đội quy mô lớn tiếp theo sau. Cuộc Tập trận Comptuex 1-78 được tổ chức tại vùng biển Caribe từ ngày 3 đến ngày 12 tháng 11, và con tàu tiếp tục viếng thăm Nassau, Bahamas. Rời khu vực Bahamas vào ngày 19 tháng 11, nó có một chặng dừng ngắn tại Port Everglades, Florida trước khi quay trở về New Orleans vào ngày 21 tháng 11, nơi nó được hưởng đợt nghỉ lễ cuối năm.
William C. Lawe khởi hành đi Mayport, Florida vào ngày 17 tháng 1, 1978, nơi nó được trung tu giữa kỳ hạn. Nó quay trở lại New Orleans vào ngày 27 tháng 3, và ở lại cảng để bảo trì từ tháng 3 đến tháng 6. Vào ngày 21 tháng 6, cùng với các tàu khu trục Davis (DD-937) và Robert A. Owens (DD-827), nó rời cảng nhà để đi đến Charleston, South Carolina, nơi nó được chất dỡ đạn dược, rồi tiếp tục hành trình đi sang vùng Ngũ Đại Hồ. Trong chuyến đi này, 190.000 lượt khách mời đã có dịp tham qua ba con tàu khu trục khi chúng ghé qua các cảng Hoa Kỳ và Canada. Các cảng viếng thăm bao gồm Ogdensburg, Oswego và Buffalo, New York; Erie, Pennsylvania; Toledo và Ashtabula, Ohio; Detroit, Michigan; Montreal, Quebec, Toronto và Halifax, Canada. Con tàu quay trở về New Orleans vào ngày 27 tháng 9.

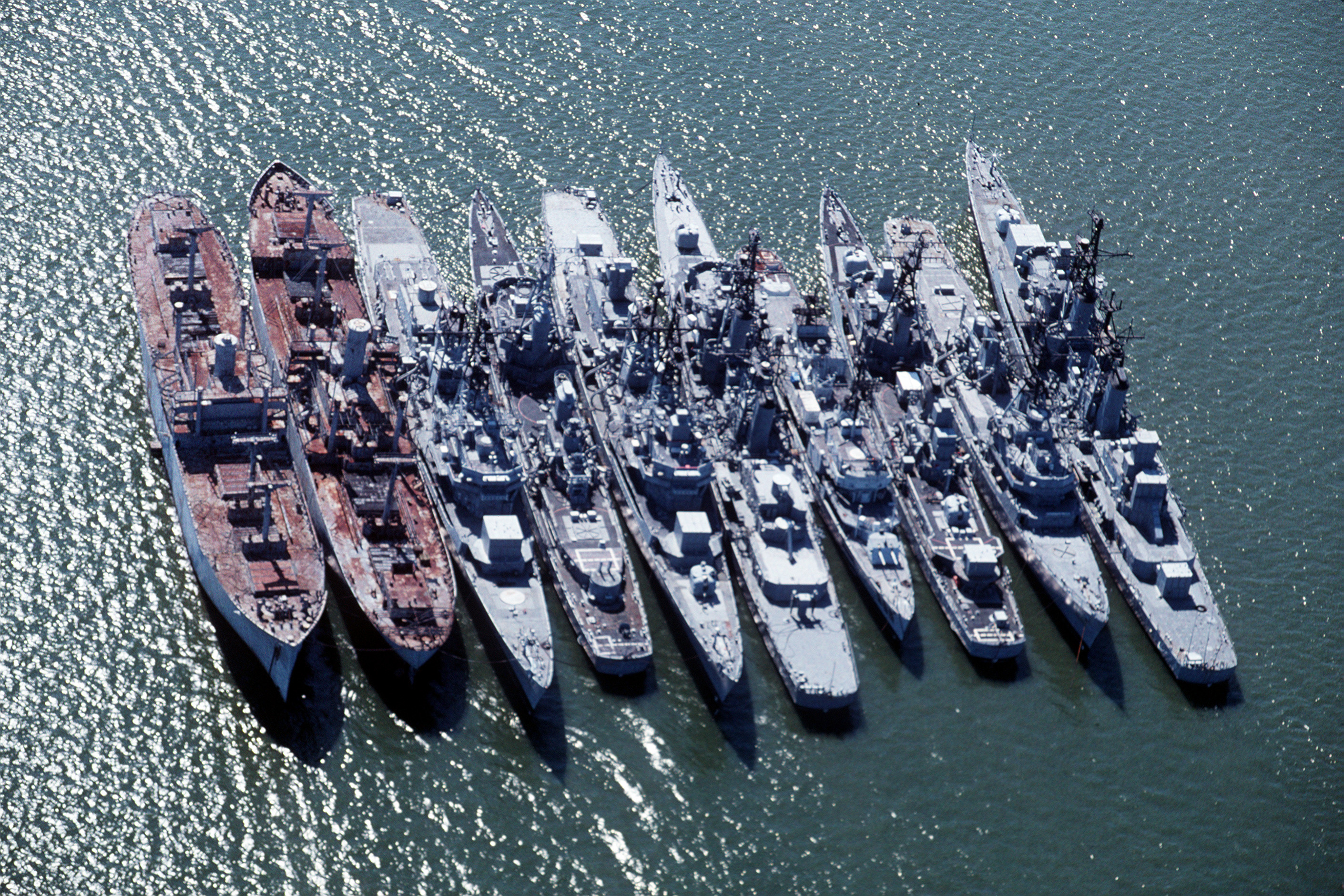
William C. Lawe (thứ tư từ bên phải) đang bị bỏ không trong thành phần dự bị tại sông James, năm 1993.

Vào ngày 21 tháng 10, 1978, William C. Lawe khởi hành đi Mayport, Florida cho một đợt bảo trì kéo dài một tháng, rồi đi đến vùng biển Caribe để thực hành tác xạ. Nó quay trở lại New Orleans vào ngày 12 tháng 12, và bước vào đợt nghỉ lễ Giáng sinh cuối năm. Một đề nghị cho con tàu được rút đăng bạ vào ngày 27 tháng 7, 1979 đã không được phê duyệt, nên con tàu vẫn được tiếp tục nằm trong biên chế.
Cuối cùng William C. Lawe cũng được cho xuất biên chế vào ngày 1 tháng 10, 1983, đồng thời cũng được rút tên khỏi danh sách Đăng bạ Hải quân. Con tàu bị loại bỏ và được sử dụng như một mục tiêu thực tập từ ngày 14 tháng 7, 1999.

## Phần thưởng
William C. Lawe được tặng thưởng hai Ngôi sao Chiến trận do thành tích phục vụ trong Chiến tranh Việt Nam.